# Prost AP01
La Prost AP01 è la seconda vettura della Prost Grand Prix che ha preso parte al Campionato mondiale di Formula 1 1998.

## Contesto
Fu la prima vettura ad essere realizzata sotto la totale gestione di Prost, tanto che è da questa vettura che iniziano i numeri in serie AP (ossia Alain Prost) mentre la precedente Prost JS45, era stata realizzata dalla Ligier (dalla quale prende anche la sigla JS45). 

Come primo pilota venne riconfermato l'esperto Olivier Panis, mentre l'italiano Jarno Trulli venne assunto in pianta stabile, dopo che nella precedente stagione aveva corso alcune gare per il team francese proprio in sostituzione di Panis. 
Alla presentazione della vettura, nel gennaio del 1998, Alain Prost si disse ottimista sulle prestazioni dell'auto, ponendosi l'obiettivo di battagliare sin da subito tra le prime posizioni.

## Tecnica

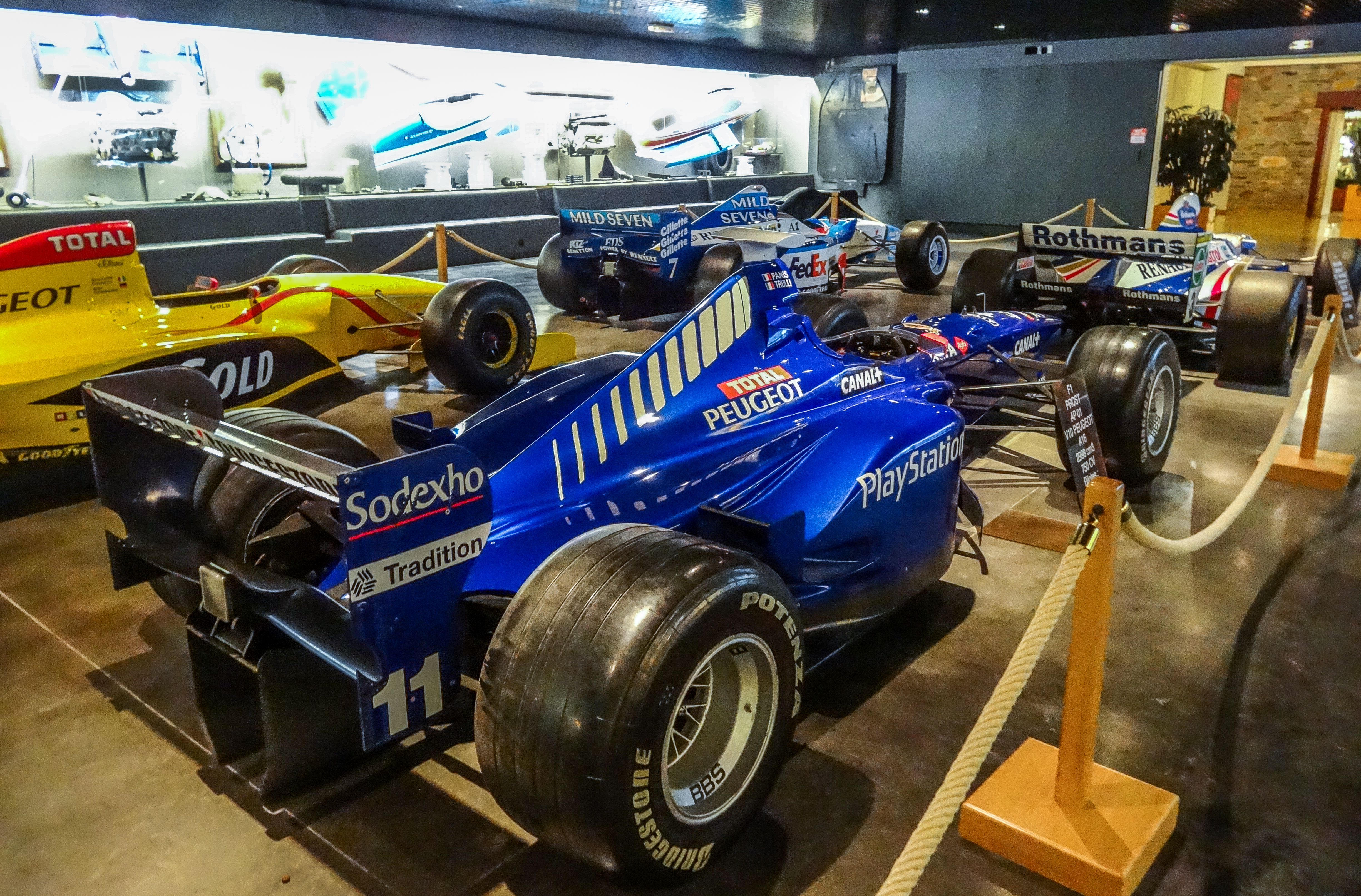
Una Prost AP01 in esposizione

A partire dalla stagione 1998 la Prost passò dai propulsori Mugen-Honda ai Peugeot, già montati in precedenza da McLaren e Jordan. La casa automobilistica parigina siglò col team un contratto di esclusiva e mise a disposizione il motore A16, capace di 765 CV a 15.200 giri/min, con 4 alberi a camme in testa e 4 valvole per cilindro. 
Particolarmente problematica fu la messa a punto del cambio, inaffidabile e pesante, tanto che in fase costruttiva si dovette rivedere la distribuzione della zavorra sulla vettura. 
A complicare ulteriormente le cose vi fu il fatto che il telaio fallì per tre volte i crash test imposti dalla FIA.
Venne confermata la fornitura di gomme da parte della Bridgestone, mentre per oli e carburante la Total subentrò a ELF Aquitaine.
Per le prime gare vennero inoltre usate le X-wings, poi abolite dopo il Gran Premio di San Marino.

## Livrea

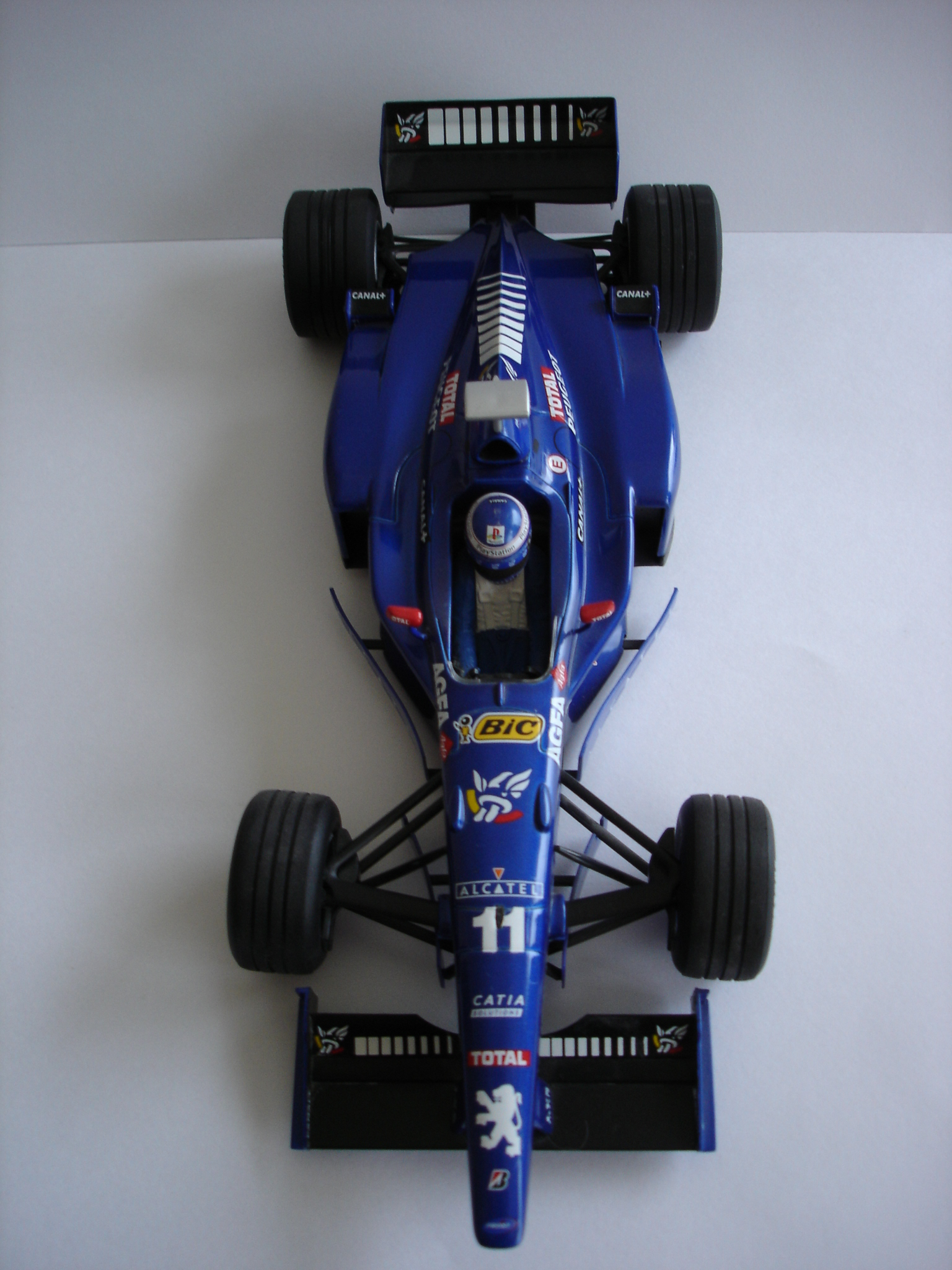
Vista dall'alto della Prost AP01

La livrea ebbe un leggero cambiamento rispetto al 1997, adottando una tonalità più scura di blu, mentre gli sponsor rimasero praticamente invariati: Bridgestone, Gauloises, Bic, Alcatel, PlayStation, Canal+, con la sola aggiunta di Peugeot, fornitore dei propulsori da gara.

## Carriera agonistica

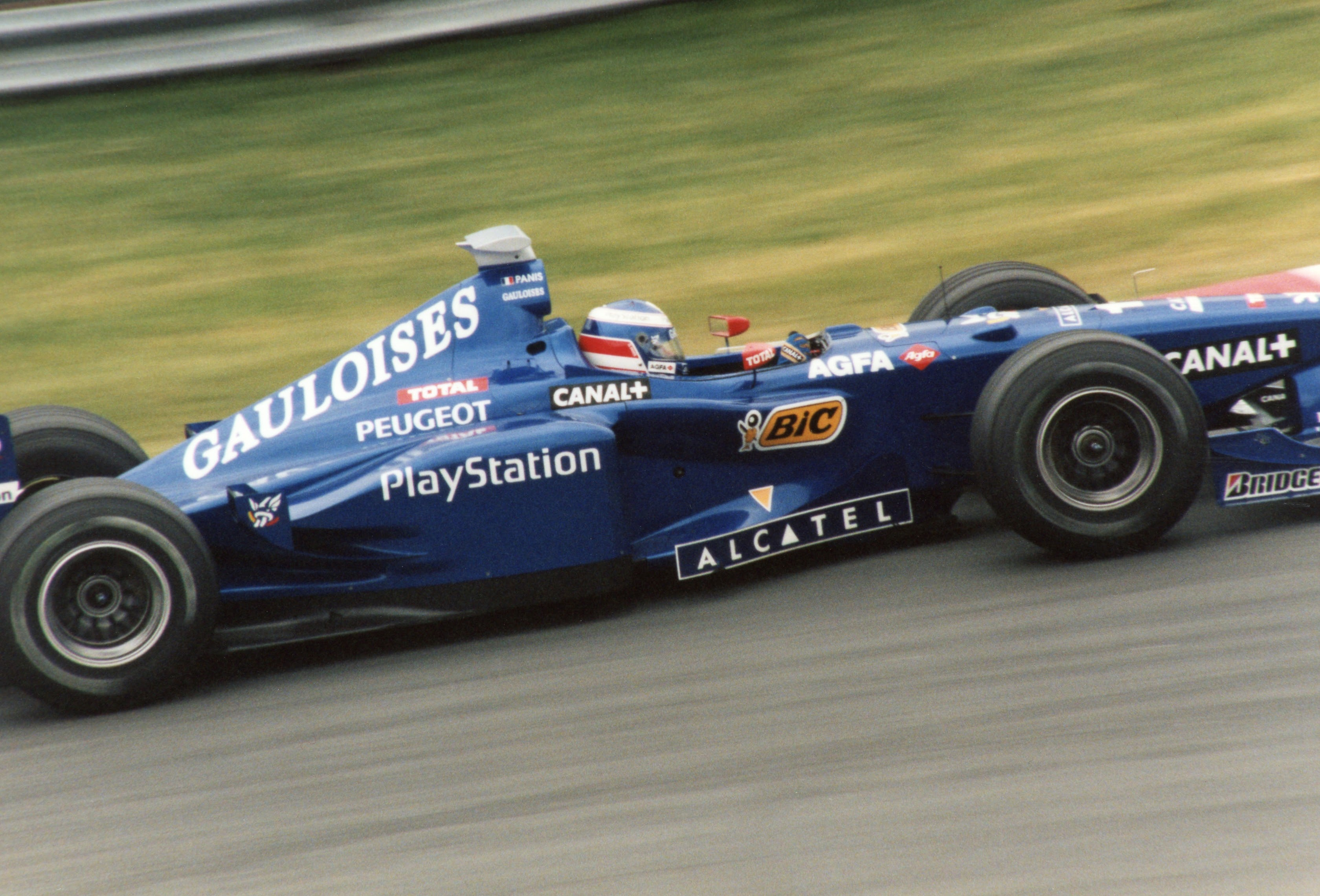
Olivier Panis sulla AP01 nel Gran Premio del Canada

Il fatto di avere una nuova squadra, con una nuova sede, una macchina radicalmente nuova, un motore all'esordio, non permise di risolvere in maniera soddisfacente i problemi che affliggevano la vettura e anzi le operazioni di trasferimento della factory furono proprio uno dei fattori che rallentarono lo sviluppo della monoposto.
Panis corse tutta la stagione con dei chiodi nelle gambe, a seguito dell'incidente subito durante il Gran Premio del Canada 1997: il rischio, in caso di incidente, di avere ulteriori lesioni alle gambe ne condizionò il rendimento. Sia lui che Trulli furono comunque spesso vittime di guasti meccanici, in assenza dei quali le scarse prestazioni della vettura li costringevano ad arrivare staccatissimi dalle posizioni di vertice e nel corso della stagione il team raccolse un solo punto grazie al sesto posto dell'abruzzese a Spa-Francorshamps, mentre Panis ebbe solo altri due acuti, a Imola, dove rimase a lungo in 7ª posizione, e a Montreal, dove era riuscito a risalire fino alla zona punti, dovendosi però in entrambi i casi per problemi tecnici. Il campionato si concluse con un deludente 9º posto in classifica costruttori.  La mancanza di risultati provocò malumori anche nella direzione Peugeot, dove già a metà stagione era stato rimpiazzato il direttore di Peugeot Sport.

## Risultati
| Anno | Team                    | Motore                   | Gomme | Piloti |     |     |    |     |    |     |     |     |     |     |    |     |    |     |     |    | Punti | Pos. |
| ---- | ----------------------- | ------------------------ | ----- | ------ | --- | --- | -- | --- | -- | --- | --- | --- | --- | --- | -- | --- | -- | --- | --- | -- | ----- | ---- |
| 1998 | Gauloises Prost Peugeot | Peugeot A16, 3.0 V10 72° | B     | Panis  | 9   | Rit | 15 | 11  | 16 | Rit | Rit | 11  | Rit | Rit | 15 | 12  | NP | Rit | 12  | 11 | 1     | 9º   |
| 1998 | Gauloises Prost Peugeot | Peugeot A16, 3.0 V10 72° | B     | Trulli | Rit | Rit | 11 | Rit | 9  | Rit | Rit | Rit | Rit | 10  | 12 | Rit | 6  | 13  | Rit | 12 | 1     | 9º   |